# Kim Đức, Gia Lâm
Kim Đức là một xã thuộc huyện Gia Lâm, thành phố Hà Nội, Việt Nam.

## Địa lý
Xã Kim Đức có vị trí địa lý:
- Phía Đông giáp xã Xuân Quan, huyện Văn Giang tỉnh Hưng Yên
- Phía Tây Bắc giáp quận Hoàng Mai, ranh giới tự nhiên sông Hồng
- Phía Tây Nam giáp huyện Thanh Trì, ranh giới tự nhiên sông Hồng
- Phía Bắc giáp xã Bát Tràng.
- Phía Nam giáp thị trấn Văn Giang, huyện Văn Giang tỉnh Hưng Yên

Xã Kim Đức có diện tích 9,4 km², dân số năm 2022 là 15.129 người, mật độ dân số đạt 1.609 người/km².

## Hành chính
Xã Kim Đức có 10 thôn được sát nhập từ 2 xã Kim Lan và Văn Đức gồm: 
Thôn 1, Thôn 2, Thôn 3, Thôn 4, Thôn 5, Thôn Trung quan 1, 2, 3, Thôn Chử xá, Thôn Sơn hô.

## Kinh tế
Chủ yếu nền kinh tế xã từ 2 làng:

#### Làng gốm Kim Lan
- Nằm ở phía Bắc của xã, làng Kim Lan nổi tiếng với nghề làm gốm sứ truyền thống.
- Sản phẩm chủ yếu: Gốm sứ gia dụng, gốm mỹ nghệ, gốm thờ cúng.
- Kim Lan có lịch sử làm gốm từ lâu đời, tương tự như xã Bát Tràng, nhưng ít nổi tiếng hơn.

#### Làng rau Văn Đức
- Ở phía Nam của xã, làng Văn Đức nổi tiếng với nghề trồng rau sạch cung cấp cho Hà Nội và các tỉnh lân cận.
- Các loại rau phổ biến: cải bắp, su hào, súp lơ, rau muống, cải xanh...
- Rau Văn Đức được đánh giá cao vì đảm bảo an toàn thực phẩm, sản xuất theo tiêu chuẩn VietGAP.

## Văn hóa

### Lễ hội Truyền Thống Làng Kim Lan
Diễn ra vào ngày 10 tháng Giêng, Hàng năm

### Lễ hội Chử Đồng Tử - Tiên Dung Thôn Chử Xá
Diễn ra vào ngày 18 tháng Giêng, Hàng năm
Thôn Chử Xá là nơi khai sinh ra Chử Đồng Tử, một trong Tứ bất tử của phật giáo Việt Nam. Đền thờ ông ở đây được Nhà nước công nhận là Di tích lịch sử văn hóa cấp quốc gia.

### Lễ hội Nhân Thần Bách Lạc - Thiên Thần Thiên Cương Thôn Sơn Hô
Diễn ra vào ngày 18 tháng Giêng, Hàng năm

### Lễ hội Truyền Thống Làng Văn Đức - Thôn Trung Quan
Diễn ra vào ngày 10 tháng 2 âm, Hàng năm